# Nathaniel McKinney
Nathaniel McKinney (* 19. Januar 1982 in Nassau) ist ein Leichtathlet der Bahamas, dessen Spezialdisziplin der 400-Meter-Lauf ist.

## Sportliche Erfolge
Seine größten Erfolge feierte McKinney mit der 4-mal-400-Meter-Staffel der Bahamas: So gewann er die gemeinsam mit Avard Moncur, Dennis Darling und Chris Brown in 3:00,53 min nachträglich die Bronzemedaille bei den Leichtathletik-Weltmeisterschaften 2003, nachdem die ursprünglich siegreiche Mannschaft der Vereinigten Staaten wegen des Dopingvergehens von Calvin Harrison die Goldmedaille aberkannt bekam.
Zwei Jahre später, bei den Leichtathletik-Weltmeisterschaften 2005, wurde er als Startläufer gemeinsam mit Avard Moncur, Andrae Williams und Chris Brown in der nationalen Rekordzeit von 2:57,32 min Vizeweltmeister hinter den siegreichen US-Amerikanern.

## Bestleistungen
- 200 Meter – 20,67 s (2009)
- 400 Meter – 45,68 s (2006)

## Sonstiges
Bei einer Körpergröße von 1,75 m beträgt sein Wettkampfgewicht 79 kg.